# Franz Pergo
Franz Pergo, geboren als François Parregod (* um 1570; † 15. Oktober 1629 in Basel) war ein schweizerischer Kunstschreiner und Bildschnitzer burgundischer Herkunft.

## Leben
Pergo stammte aus Grandfontaine bei Besançon in Frankreich. Er kaufte sich im Jahre 1593 das Bürgerrecht der Stadt Basel sowie das Zunftrecht der Spinnwetternzunft. Vor 1606 heiratete er die Baslerin Amalie Gut, mit ihr hatte er mindestens fünf Kinder. Er wohnte im Haus „zur Liebburg“ am Nadelberg 30. Pergos Frau starb am 15. Juni 1629, er selber erlag am 15. Oktober desselben Jahres der Pest.
Franz Pergo vertrat in seinen Möbeln einen französisch-burgundischen Manierismus. Die meisten seiner bekannten Werke sind aufwändig gestaltet und mit reichem Schnitzwerk versehen. 1595 schuf er im Basler Rathaus ein in situ erhaltenes Türgericht, das vom Schreinerhandwerk als Meisterstück anerkannt wurde. 1598 beteiligte er sich an der Fertigung des „Häuptergestühls“ für das Basler Münster (heute im Historischen Museum Basel). Zu den Pergo zugeschriebenen Werken zählt weiter ein Kabinettschrank (1619), der später dem Juristen und Kunstsammler Remigius Faesch gehörte und sich heute im ebenfalls im Historischen Museum Basel befindet.

## Werke

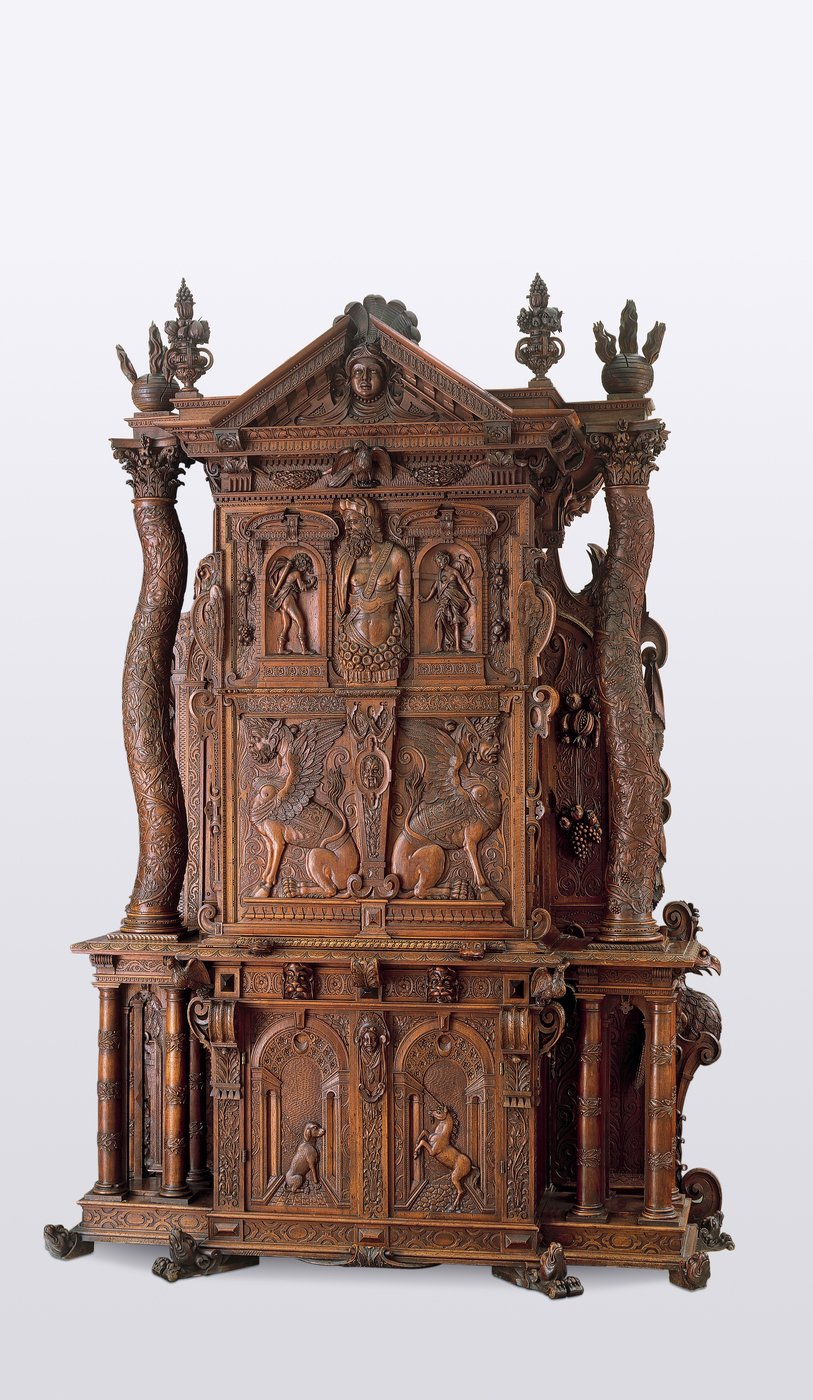
Franz Pergo (zugeschrieben): Sammlungsschrank aus dem Museum Remigius Faesch, datiert 1619, im Historischen Museum Basel

- Türgericht im Vorderen Ratssaal (heute Regierungsratssaal) des Basler Rathauses, 1595 (zugleich Meisterstück)
- Häuptergestühl für das Basler Münster, 1598 (gemeinsam mit Hans Walter, Conrad und Mathis Giger), heute im Historischen Museum Basel, Barfüsserkirche
- Wangentisch, um 1600 (zugeschrieben), heute im Historischen Museum Basel
- „Iselinzimmer“ mit Buffet, 1607 (zugeschrieben), heute im Historischen Museum Basel, Barfüsserkirche
- Schrank, 1612 (zugeschrieben), Schweizerisches Nationalmuseum
- Hausportal, 1615 (zugeschrieben), ehemals Steinenvorstadt 7 in Basel, heute im Historischen Museum Basel
- Türaufsatz aus dem grossen Saal der Safranzunft, 1617, heute im Historischen Museum Basel
- Kunstschrank, sog. Faesch-Schrank, 1619 (zugeschrieben), heute im Historischen Museum Basel
- Kopfkonsolen aus dem sog. Gundeldinger Täferzimmer (zugeschrieben), heute im Historischen Museum Basel
- Kanzel in der Peterskirche in Basel, um 1620 (zugeschrieben)